# Джилл Абрамсон
Джилл Елен Абрамсон (англ. Jill Ellen Abramson, 19 березня 1954, Нью-Йорк) — американська письменниця та журналістка, виконавча редакторка The New York Times, перша жінка на цій посаді. 12-та зі 100 найвпливовіших жінок світу та перша у сфері медіа (Forbes, 2011). У 2012 році п'ята.

## Життєпис
Народилася в сім'ї заможного єврейського підприємця Нормана Абрамсона, керівника компанії з імпорту текстилю. Мати Даві займалася родиною.
Закінчила середню школу етичної культури Філдстона. У 1976 році здобула ступінь бакалавра з історії та літератури, закінчивши з відзнакою Гарвардський університет. Ще з студентських років співпрацювала з тижневиком Тайм.
Працювала провідною репортеркою The American Lawyer, згодом головною редакторкою The Legal Times. У 1988—1997 роках працює у вашингтонському бюро The Wall Street Journal, спочатку провідна репортер, згодом — заступниця завідувача бюро. Проводила журналістські розслідування.
Перейшла у The New York Times, де очолила столичне бюро. Виступила проти тодішньої редакційної політики, разом з прихильниками добилася зміни редакційного курсу. В кінцевому підсумку добилася перемоги, у 2003 році головний редактор пішов у відставку, а новий, Білл Келлер, призначив її своєю заступницею з новин.
У червні 2011 року Келлера відправили у відставку, головною редакторкою призначена Абрамсон, перша за всю історію газети жінка-керівниця. На цій посаді вона попрацювала до травня 2014 року.
З березні 2016 року вона політична оглядачка «Guardian US».
Викладала у Прінстонському університеті та працювала в Американській академії наук і мистецтв.
Одружилася з однокурсником по Гарварду Генрі Літтлом Гріггсом-Третім, сином продюсера NBC News. Народила доньку і сина.

## Твори
у 1995 році у співавторстві видала книгу «Дивне правосуддя: як рекламували Кларенса Томаса», в якій докладно описала слухання та суперечливе призначення його у Верховний суд. 2009 року видавництво The New York Times випустило книгу «Обама: історична подорож», написану Джилл Абрамсон з Біллом Келлером.